# Австрійська література і Тарас Шевченко
Австрійська література і Тарас Шевченко — поширення творів Тараса Шевченка в Австрії органічно пов'язане з перекладанням їх та критичним осмисленням літературної спадщини українського поета в німецькій літературі. Публікації в австрійських виданнях сприяли поширенню творів Шевченка не лише в Австрії, а й у Німеччині. В свою чергу переклади, що з'являлися в Німеччині, виконули ту саму функцію і в Австрії.

## Роль українських письменників
В процесі перекладання та критичного тлумачення творів Шевченка в австрійській та німецькій літературах важлива роль належала український письменникам. які жили в Галичині й Буковині, що до 1918 року входили до складу Австро-Угорщини. Поширенню спадщини Шевченка на цій території сприяли Іван Франко, Юрій Федькович, П. Скобельський, Сергій Шпойнаровський, О. Попович, С. Яричевський та інші. Належачи до української літератури, переклади й дослідження українських авторів безпосередньо стосуються й названих літератур.
Шевченка в австрійській літературі репрезентовано перекладами (в окремих виданнях, каталогах, періодиці тощо), статтями в енциклопедичних виданнях, літературно-критичними нарисами, рецензіями та розвідками.

## Перекладання і літературна критика в 19 столітті
Початок перекладанню і літературно-критичному осмисленню творчості Тараса Шевченка в австрійській літературі поклав Й.-Г. Обріст своєю книжкою «Тарас Григорович Шевченко — малоросійський поет» (Чернівці, 1870), де вміщено критично-бібліографічний нарис про поета і переклади його 14 творів. Книжка викликала зацікавленість творчістю Тараса Шевченка і протягом декількох десятиліть була тут єдиним основним джерелом інформації читачів про українського поета, стимулювала до перекладання та дослідження його поезії німецькою мовою.
Значна роль у популяризації творів Тараса Шевченка в німецькомовних країнах в 70-х-80-х рр. належала К.-Е. Францозу — авторові ґрунтовної розвідки «Малоросіяни і їхній співець» у збірці «Від Дону до Дунаю» (Лейпціг, 1878) та статей у періодичних виданнях. Він розглядав творчість українського поета у зв'язку з розвитком української літератури, ставив Шевченка в один ряд з іншими визначними слов'янськими поетами — А. Міцкевичем, І. Тургенєвим і Л. Толстим, підкреслював його значення для світової літератури. Праці К. Е. Францоза, незважаючи на окремі хибні твердження не втратили свого історико-літературного значення. В той час твори Шевченка перекладали К.-Е. Францоз та В. Умлауф фон Франквель.

## Австрійська література і Тарас Шевченко на початку 20 століття
На початку XX століття інтерес до творчості Тараса Шевченка в австрійській літературі пожвавився. Його поезією зацікавився Р. М. Рільке, який, подорожуючи Росією і Україною, 18 червня 1900 відвідав могилу Тараса Шевченка, а 13 серпня 1900 року придбав у Петербурзі збірку творів Шевченка у перекладі І. Бєлоусова.
В 1904—1906 рр. в Чернівцях вийшли «Вибрані поезії» Шевченка в перекладі Сергія Шпойнаровського. Деякі з них передруковано в австрійських періодичних виданнях. Певну роль у популяризації творів поета в Австро-Угорщині відіграв віденський ліберальний журнал «Ruthenische revue» (1903—1905), що 1906—1916 виходив під назвою «Ukrainische Rundschau» («Український огляд»). На його сторінках опубліковано багато перекладів Шевченкових творів, статей і досліджень про нього. Зокрема тут надруковано переклади Шевченка В. Горошовського, В. Фішера, та Івана Франка. В 1914 році було видано спеціальний ювілейний номер журналу (№ 3-4), присвячений Шевченкові. Цей номер вийшов тоді й окремим збірником під назвою «Тарас Шевченко — найбільший поет України». Найціннішою із статей збірника є «Присвята» І. Франка, в якій висвітлено творчість Шевченка з позицій революційно-демократичної критики. Опубліковані тут переклади А. — М. Боша, Ю. Віргінії, І. Франка, С. Шпойнаровського, Й.-Г. Обріста та О. Поповича і статті давали австрійському читачеві широке й загалом об'єктивне уявлення про українського поета.

## Періодичні видання
Багато матеріалів про Шевченка опублікувала газета «Slavicshes Tagblatt» («Слов'янська щоденна газета») — номер за 10 березня 1911 року був присвячений пам'яті поета. Протягом 1914—1916 в австрійських періодичних виданнях — газеті «Ukrainische Nachrichten» («Український вісник») та інші — надруковано 30 віршів і поем Шевченка. Серед творів: «Заповіт», «Кавказ», «Мені однаково, чи буду» тощо. Деякі публікації про Шевченка, що з'явилися на сторінках австрійської періодичної преси під час Першої Світової Війни, мали наскрізь тенденційний характер, давали викривлене тлумачення творчості українського поета.

## «Тарас Шевченко. Життя українського поета»
Важливим надбанням німецької шевченкіани є праця шведського славіста Альфреда Єнсена «Тарас Шевченко. Життя українського поета» (Відень, 1916). Книжка викликала широкий резонанс у тодішній австрійській і німецькій пресі, послужила дальшим поштовхом для досліджень творчості українського поета.

## Вшанування пам'яті Тараса Шевченка в Австрії
Передова австрійська громадськість взяла участь у вшануванні 100-річчя з дня смерті і 150-річчя з дня народження Шевченка. У Відні, Лінці та інших містах Австрії проведено урочисті вечори, де демонстувався фільм «Тарас Шевченко», організовано виставки. Шевченківські вечори влаштовувало Австрійсько-радянське товариство дружби, на одному з яких з доповіддю про Шевченка виступив професор Віденського університету Г. Вітрценс. У журналі «Wiener slawistisches Jahrbuch» («Віденський славістичний щорічник», 1962, т. 9) він вмістив статтю про Шевченка. В Австрії жив та працював перекладач творів Шевченка Ґуго Гупперт.